# Фонтаны Алма-Аты
Фонтаны вместе с разветвлённой арычной сетью играют для Алма-Аты большую роль. Вместе они создают единый комплекс водоёмов и водотоков города. Их задача — орошение зелёных насаждений и создание благоприятного микроклимата, особенно в жаркое и сухое время года. Сегодня в Алма-Ате действует 10 программ по благоустройству города, среди которых, помимо «„Фонтаны Алматы“ — „Реки Алматы“», которая направлена на развитие свыше 20 рек, протекающих через город.

## Факты
- Первый фонтан появился в Алма-Ате в 1948 году.
- Улица Тулебаева называлась Фонтанной.
- Сегодня (2007) в Алма-Ате имеется 125 фонтанов и фонтанных групп, из них 61 — в коммунальной собственности.
- С 2005 года день 25 мая отмечается как День Фонтанов — в этот день в 9 часов вечера начинают работать все фонтаны Алма-Аты.
- Фонтаны работают в период с 25 мая по 25 октября, с 10 утра до 2 часов ночи по единому графику.

## Медеуский район

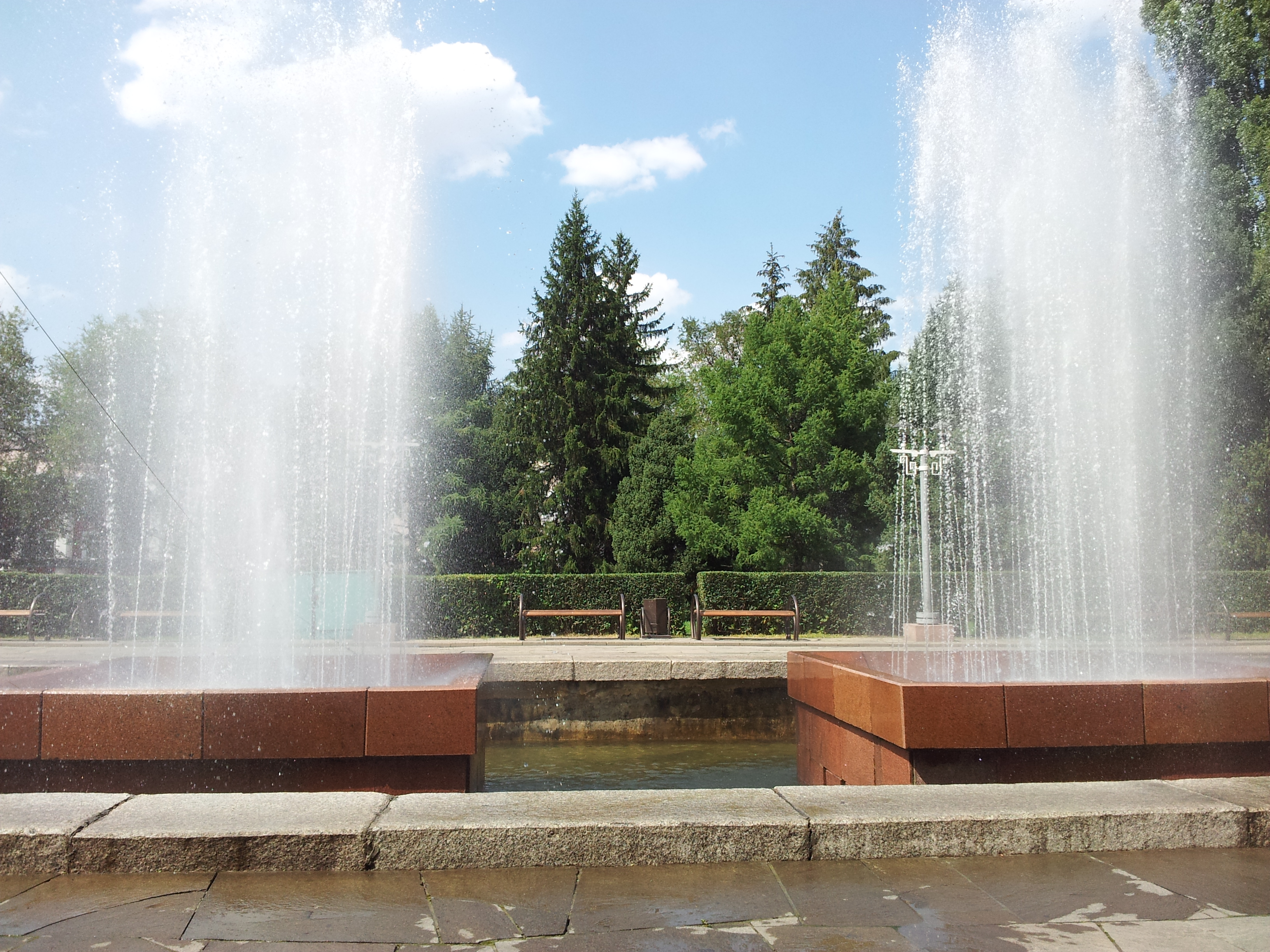
Фонтаны в сквере у бюста Д.А.Кунаева

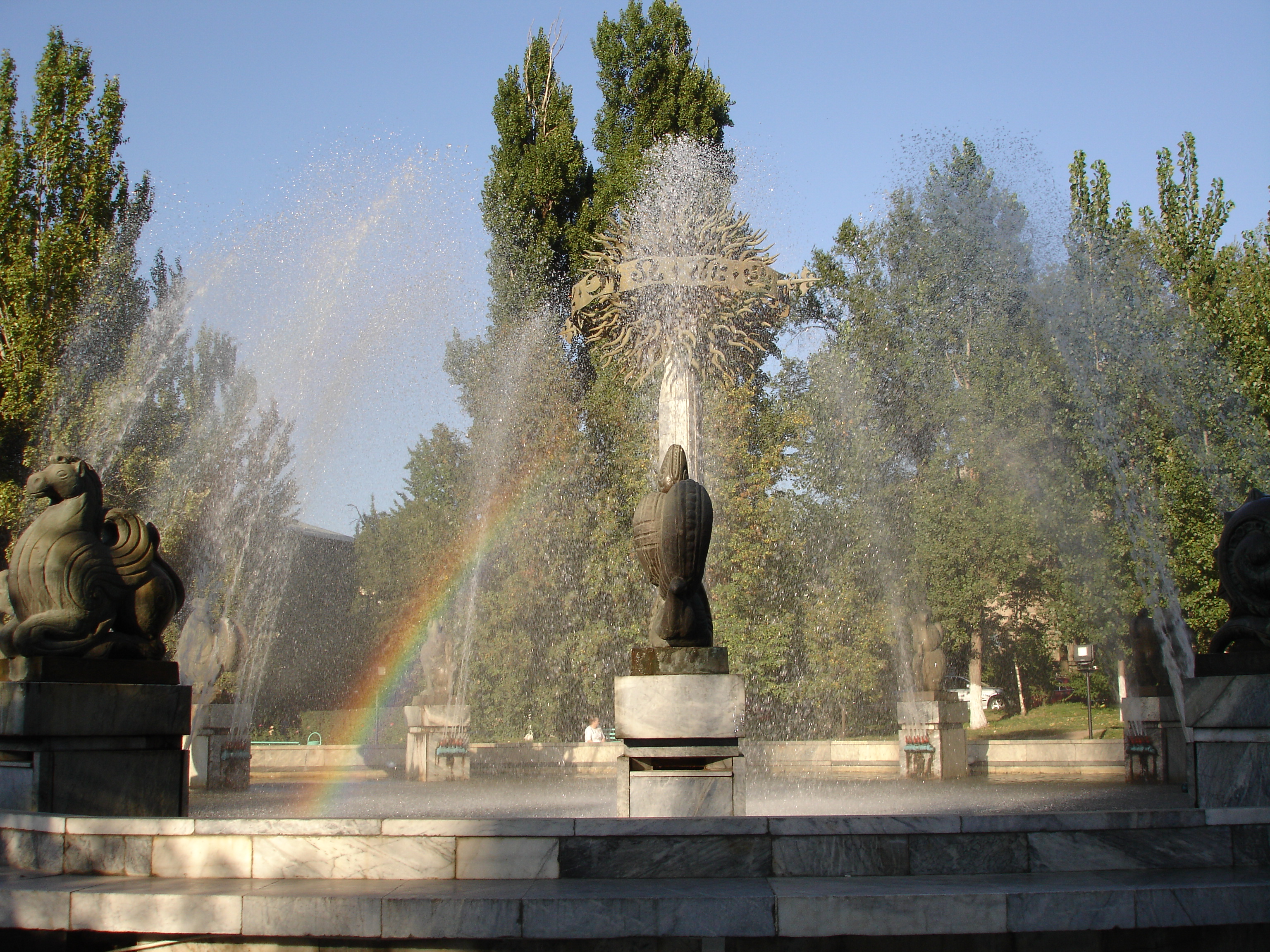
Фонтан «Восточный календарь» у здания Академии наук Республики Казахстан

- Фонтаны в сквере у бюста Д.А.Кунаева
- Фонтан у памятника Джамбулу на пр. Достык
- Фонтаны у гостиницы «Казахстан», северо-западная сторона Фонтаны у гостиницы «Казахстан», южная сторона
- Фонтан «Восточный календарь» у здания Академии наук Республики Казахстан (1979)
- Фонтан «Семиречье» на ул. Тулебаева, ниже пр. Абая, арх. Сафин М.К., открыт в 1970 году. Новое название "Жетысу". Выполнен в виде каскада из трех водных зеркал с наклонными и вертикальными струями. Главный элемент композиции – стела из розового и черного гранита с казахским орнаментом. Фонтан имеет семь родников, олицетворяющих Семиречье. Раньше улица Тулебаева называлась Фонтанной.
- Фонтаны перед зданием Дворца Республики
- Фонтан перед зданием Музея Республики
- Два симметричных фонтана «Грибок» перед зданием городского акимата
- Фонтан около Казахской Государственной филармонии им. Жамбыла по адресу ул. Калдаякова, 35[1]
- Фонтаны в Парке Культуры и отдыха. Фонтан в центре пруда, фонтан "Нептун", фонтан на греко-римскую тематику.[1]

## Алмалинский район
- Фонтан у здания Казахконцерта (бывш. Политпроса) на пр. Аблайхана
- Фонтан у здания кафе «Акку» по ул. Панфилова
- Фонтаны у здания быв. Дома Правительства на площади Астана (восточная сторона)
- Фонтаны у здания быв Дома Правительства на площади Астана (северная сторона)
- Фонтаны у здания русского драмтеатра им. Лермонтова (1962)
- Фонтаны перед зданием театра оперы и балета им. Абая
- Фонтан «Неделька»
- фонтан "Каскады" (восточная сторона) здания ГАТОБ им. Абая
- фонтаны у здания театра для детей и юношества им. Г. Мусрепова на пр. Аблайхана
- фонтаны у памятника Чокану Валиханову
- Фонтан у здания Дворца Бракосочетания по пр. Абая
- Фонтаны у здания Каздрамтеатра им. М. Ауэзова
- Фонтан “Мать и дитя” по ул. Шевченко 59, уг. ул. Байсеитовой[1]
- Фонтан возле Казахстанско-Британского технического университета по ул. Толе-би, угол ул. Панфилова[1]

## Бостандыкский район

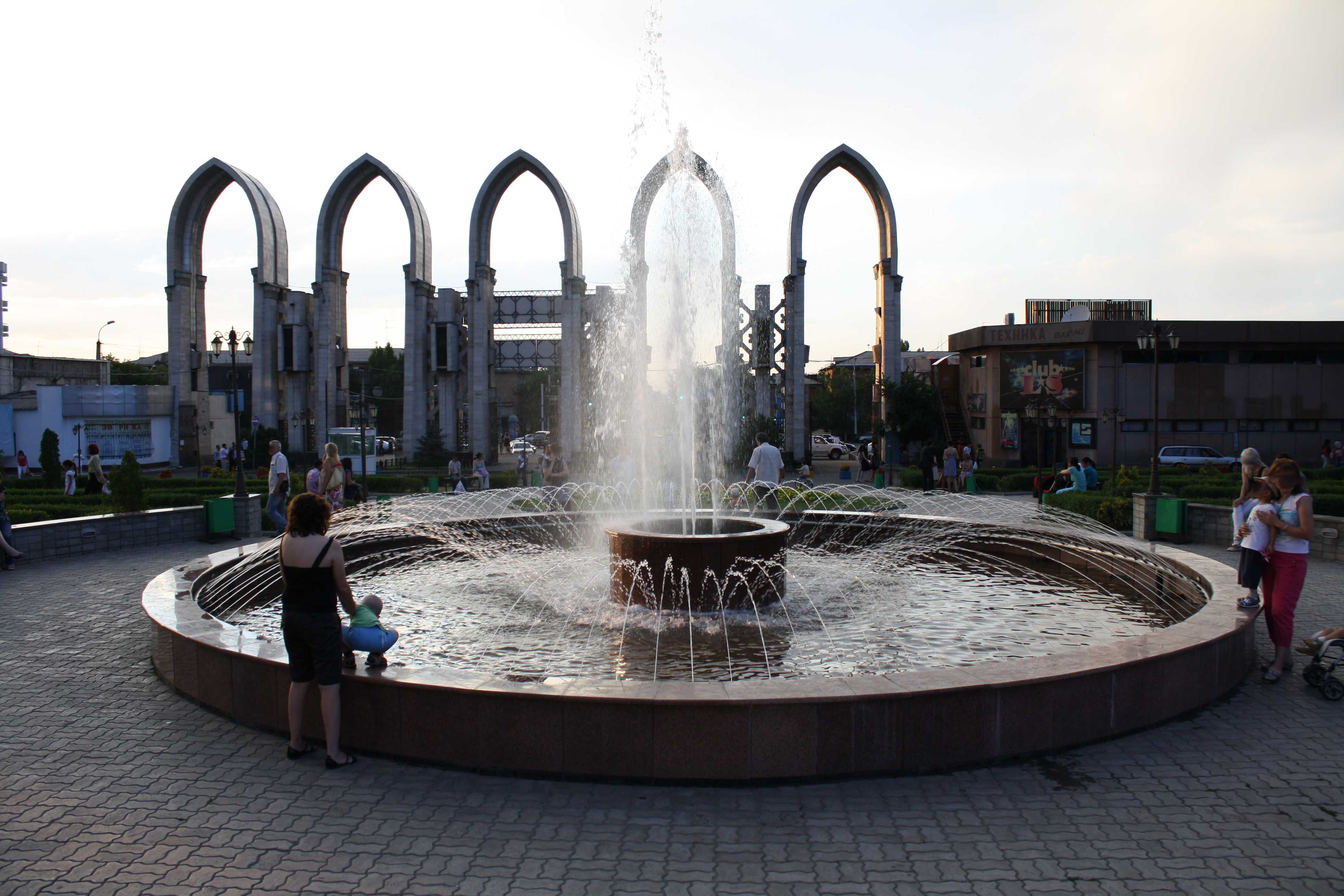
Фонтан на главной площади Центра Делового Сотрудничества «Атакент»

- Фонтан на площади Республики Казахстан
- Фонтан-каскады по улице Куляш Байсеитовой ниже площади
- Фонтан в микрорайоне «Орбита-III» у кинотеатра «Байконур»
- Фонтан на главной площади Центра Делового Сотрудничества «Атакент»
- Два фонтана перед Дворцом Студентов Казахского Национального Университета
- Фонтан перед торговым центром «MEGA Alma-Ata»
- Фонтан у входа в Парк Первого президента
- «Поющий фонтан» в Парке Первого президента Республики Казахстан

## Турксибский район
- Фонтан «Табиғат» в парке им. С. Сейфуллина
- Фонтан у здания Акимата Турксибского района